# تي جي في (2أن2)
تي جي في ( 2أن2) هو قطار كهربائي فرنسي سريع صنع عن طريق ألستوم في عام 2011 كما يصنف هذا القطار من أسرع قطارات العالم.